# Rzepisko (województwo zachodniopomorskie)
Rzepisko – kolonia w Polsce położona w województwie zachodniopomorskim, w powiecie choszczeńskim, w gminie Drawno.
W latach 1975–1998 miejscowość administracyjnie należała do województwa gorzowskiego.